# كارمين باربييري
كارمين باربييري (بالإسبانية: Carmen Barbieri) هي مديرة موسيقية وممثلة أرجنتينية، ولدت في 21 أبريل 1955 في الأرجنتين.

## وصلات خارجية
- كارمين باربييري على موقع IMDb (الإنجليزية)
- كارمين باربييري على موقع قاعدة بيانات الفيلم (الإنجليزية)